# 小松英樹
小松 英樹（こまつ ひでき、1967年（昭和42年）3月4日 - ）は、日本の囲碁棋士。愛知県出身、日本棋院東京本院所属、安永一に師事、九段。
NECカップ囲碁トーナメント戦優勝、新人王戦2回優勝など。師の安永の研究した中国流布石に詳しい。夫人は小松英子四段、小松大樹四段は実子。

## 経歴
福井県敦賀市に生まれ、父の転勤で愛知県に移る。6歳で父から囲碁を学び、1978年に日本棋院中部総本部の院生となり、1979年に神奈川県に移って東京本院に転属。1981年、初段。1985年に二宮英子初段と結婚。同年五段昇段。1988年、新人王戦決勝で鳴沢泰一を2-0で破って優勝。同年、29勝8敗の成績で、棋道賞新人賞受賞。1990年第46期本因坊戦で初のリーグ入り。1992年、棋聖戦最高棋士決定戦ベスト4、43勝20敗の成績で、棋道賞優秀棋士賞、最多勝利賞、最多対局賞を受賞。1994年にはNECカップ囲碁トーナメント戦決勝で趙治勲を破り、一般棋戦初優勝。1995年九段昇段。
日中スーパー囲碁では、第6-9回に出場、第8回には陳臨新、馬暁春を破った。1989年には韓国の東洋証券杯戦に招待で出場、2回戦進出。1993年第49期本因坊リーグの林海峰戦で、公式戦史上初の長生による無勝負を記録。2005年から院生師範。
2014年10月9日、通算800勝達成（800勝418敗3持碁1無勝負）。
英子夫人と囲碁教室「棋英会」を主催。『碁ワールド』誌2004年7月-2005年12月号連載「碁ワールド・ハイパー検討室」ではホスト役を務めた。

### 主なタイトル歴
- NECカップ囲碁トーナメント戦 1994年
- 新人王戦 1988、92年
- 新鋭トーナメント戦 1988、90年
- NEC俊英囲碁トーナメント戦 1990、92年

### 他の棋歴
国際棋戦
- 日中囲碁交流
  - 1988年 2-0 梁偉棠
  - 1989年 4-3（×張文東、○張璇、○楊暉、×汪見虹、○呉肇毅、○兪斌、×梁偉棠）
- 東洋証券杯 1989年（○河燦錫、×兪斌）
- 日中スーパー囲碁
  - 1991年 0-1（×鄭弘）
  - 1992年 2-1（○劉菁、○呉肇毅、×鄭弘）
  - 1993年 2-1（○陳臨新、○馬暁春、×聶衛平）
  - 1994年 0-1（×劉小光）
- SBS杯世界囲碁最強戦
  - 1991年 0-1（×劉昌赫）
- 真露杯SBS世界囲碁最強戦
  - 1994年 0-1（×曺薫鉉）
  - 1995年 0-1（×李昌鎬）
- 17回三星火災杯世界囲碁マスターズ
  - 2012年　ベスト16進出

国内棋戦
- 棋聖戦 五段戦優勝 1987年、六段戦優勝 1988、89年、七段戦優勝 1992年
- 竜星戦 準優勝 1997年
- 本因坊戦リーグ6期、名人戦リーグ2期、棋聖戦リーグ3期
- 「圍碁」誌芮廼偉九段VSプロ精鋭三番勝負 1996年 小松 2-0 芮

## 著作
- 『中国流の徹底解明』毎日コミュニケーションズ 2004年
- 『小松流 最先端布石研究』毎日コミュニケーションズ 2007年
- 『至高の決断-依田、山下、井山の頭脳』毎日コミュニケーションズ 2007年

## 出演歴

### テレビ
- 棋力向上委員会 The PASSION!!（囲碁・将棋チャンネル、2004年10月 - ）
- 囲碁フォーカス(NHK教育テレビジョン、2015年4月 - 9月)